# أليكس بيرسون
أليكس بيرسون (بالإنجليزية: Alex Pearson)‏ هو لاعب كرة قاعدة أمريكي، ولد في 9 مارس 1877 في غرينزبورو في الولايات المتحدة، وتوفي في 30 أكتوبر 1966 في روتشستر في الولايات المتحدة.

## وصلات خارجية
- أليكس بيرسون على موقعبيزبول رفرنس.كوم (الدوري الرئيسي) (الإنجليزية)
- أليكس بيرسون على موقعبيزبول رفرنس.كوم (الدوري الثانوي) (الإنجليزية)